# La jugada ganadora
La jugada ganadora (en hangul, 트라이: 우리는 기적이 된다; romanización revisada, Teurai: urineun gijeogi doenda; literalmente, «Ensayo: nos convertimos en un milagro») es una serie de televisión surcoreana, una comedia dramática de tema deportivo en doce capítulos escrita por Lim Jin-ah, dirigida por Jang Yeong-seok, y protagonizada por Yoon Kye-sang, Im Se-mi y Kim Yo-han. Se emite en el canal SBS del 25 de julio al 30 de agosto de 2025, en horario de viernes y sábados a las 21:50 (KST). También está disponible internacionalmente en la plataforma Netflix.

## Sinopsis
La jugada ganadora es un drama deportivo cómico sobre el impredecible y excéntrico entrenador Joo Ga-ram y el equipo de rugby de la preparatoria Hanyang, siempre último en la clasificación, que lucha por ganar el Festival Nacional de Deportes. Después de tocar fondo, Joo Ga-ram es un exjugador de rugby que empieza a entrenar al equipo de su antiguo instituto en busca de redención y una nueva oportunidad.

## Reparto

### Principal
- Yoon Kye-sang como Joo Ga-ram, entrenador del equipo de rugby de la escuela secundaria de educación física Hanyang y exnovio de Lee-ji. Antigua estrella del rugby que había caído en desgracia debido a un escándalo de dopaje.[2][3]
- Im Se-mi como Bae Lee-ji, entrenadora del club de tiro y exnovia de Ga-ram.[4][5]
- Kim Yo-han como Yun Seong-jun, estudiante de tercer curso de la escuela Hanyang, capitán del equipo de rugby, clasificado en el último lugar de la liga nacional; es el hermano mayor de su gemelo Seok-jun. De hecho, era jugador de fútbol, pero cambió de deporte después de que este fuera llamado a la selección nacional sub-17, lo que le generó un cierto complejo de inferioridad.[6][7][8]

### Secundario

#### Club de rugby
- Kim Yi-jun como Oh Yeong-gwang, vicecapitán del equipo de rugby.[9]
- Lee Soo-chan como Seo Myeong-u, estudiante de tercer curso en la escuela Hanyang, miembro del club de rugby.[10]
- Yoon Jae-chan como Do Hyeong-sik, estudiante de segundo curso en la escuela Hanyang, miembro del club de rugby, un joven entusiasta y tan impredecible como la trayectoria de un balón de rugby.[11][12]
- Hwang Seong-bin como Kim Ju-yang, estudiante de segundo curso en la escuela Hanyang, miembro del club de rugby, de complexión robusta, buena estatura, y carácter afable y tierno.[13]
- Woo Min-gyu como Pyo Seon-ho, estudiante de segundo curso en la escuela Hanyang, miembro del club de rugby y exmiembro del club de judo.[10]
- Cho Han-gyeol como Kang Tae-pung, estudiante de primer curso en la escuela Hanyang, miembro del club de rugby. Es el único miembro nuevo del club.[10]
- Kim Dan como Moon Woong, el hijo de una leyenda del rugby nacional, al que Ga-ram quiere incluir en el equipo.[14][15]

#### Club de tiro
- Lee Sung-wook como Jeon Nak-gyun, entrenador del club de tiro, que presiona para que el equipo de rugby se disuelva y entra en conflicto con Ga-ram.[16]
- Park Jeong-yeon como Seo Woo-jin, estudiante de tercer curso en la escuela Hanyang, capitana y estrella del equipo de tiro.[17]
- Seong Ji-yeong como Na Seol-hyun, estudiante de tercer curso en la escuela Hanyang, segunda capitana del equipo y presidenta de los alumnos.[18]

#### Personal de la escuela secundaria Hanyang
- Gil Hae-yeon como Kang Jeong-hyo, directora de la escuela.[10]
- Kim Min-sang como Seong Jong-man, subdirector de la escuela, que urde una estratagema para cerrar el equipo de rugby trasladando a un jugador.[14]
- Jeong Soon-won como Bang Heung-nam, excompañero de equipo de rugby de Joo Ga-ram y ahora director de aeróbica, contratado que aspira a una plaza a tiempo indeterminado.[19]
- Lee Ji-min como Yang Seung-hui, enfermera de la escuela y amiga de Lee-ji desde hace mucho tiempo.[10]

#### Otros
- Jang Hyuk-jin como Na Gyu-won, superintendente adjunto de Educación, presidente de la asociación de padres. padre de Seol-hyun. La personificación del poder.[10]
- Song Young-gyu como Kim Min-jung, entrenador del equipo de rugby de la preparatoria Daesang.[20]
- Bae Myung-jin como Ma Seok-bong, dueño de un restaurante de pollo.[10]
- Kwon Yul como Mo Sang-gi, rival de Joo Ga-ram durante sus días como jugador.
- Seo Jeong-yeon como Won-jung, la madre de los gemelos Seong-jun y Seok-jun.
- Jung Ki-seop como Moon Cheol-young, padre de Woong, famoso exjugador de rugby.
- Jo Yeon-hee como Kim Soo-hyun, madre de Woo-jin, exmiembro del equipo nacional de tiro que se muestra muy exigente con las prestaciones competitivas de su hija.[21]
- Jeong Kang-hee como Jang Han.[10]
- Oh Soo-hye como Sim So-eun.[10]
- Lee Seung-chul como Gye Chun-sik.[10]
- Woo Kang-min como Li Chan-gyong, oficial de policía y exjugador del equipo nacional de judo.
- Kim Young-woong.

## Producción
La jugada ganadora es una producción de Studio S. El guion es obra de Lim Jin-ah, y fue el ganador de un concurso de la Fundación Cultural SBS. Está dirigida por Jang Yeong-seok. Se trata de la primera serie televisiva surcoreana que tiiene el deporte del rugby como tema, hecho que cuando se divulgó la noticia de su producción celebró la Asociación Coreana de Rugby, confiando en que contribuyera a su popularización.
El 28 de marzo de 2024 algunos medios periodísticos publicaron que Yoon Kye-sang había sido elegido para protagonizar la serie, y que habían terminado las audiciones para el reparto principal. Sin embargo, solo el 14 de mayo y el 12 de junio se añadieron los nombres de Kim Yo-han e Im Se-mi, respectivamente.
El 19 de junio de 2025 el equipo de producción confirmó la fecha del estreno y distribuyó imágenes de la lectura del guion. El 1 de julio publicó los dos carteles principales, que muestran al equipo de rugby en el vestuario de la escuela.
SBS creó un sitio web con el nombre del equipo de rugby de la escuela secundaria de educación física Hanyang como un medio para impulsar la audiencia mezclando realidad y ficción. Los actores aparecen en redes sociales interpretando a sus personajes, publicando y comentando como si fueran reales. También hay breves vídeos semanales que simulan ser filmados por los estudiantes de la escuela.
La jugada ganadora se presentó en una conferencia de prensa celebrada el mismo 25 de julio en el edificio de SBS en Yangcheon-gu, Seúl, con la presencia de guionista, director y protagonistas.

### Detención y muerte de Song Young-gyu
Un día antes del estreno, el 24 de julio de 2025, se reveló que poco antes se había producido un incidente que involucraba a un actor del reparto: Song Young-gyu había sido sorprendido por la policía en una carretera de Gyeonggi conduciendo con una tasa de alcohol superior a la permitida el 19 de junio, por lo que fue denunciado a la Fiscalía de Distrito de Suwon. El equipo de producción de la serie reaccionó con un comunicado en el que declaraba que el rodaje había concluido en marzo, y que no sería posible editar el primer episodio porque ya estaba listo para su emisión, pero que los demás se editarían en la medida de lo posible. El actor se disculpó públicamente pero vio también cómo se cancelaba su participación en una obra de teatro, Shakespeare in Love, cuyo estreno estaba previsto para el 5 de agosto.
El 4 de agosto la comisaría de policía de Yongin, en la provincia de Gyeonggi, anunció que se había confirmado la muerte del actor y que se estaban investigando las circunstancias. Song fue encontrado muerto en el interior de un vehículo estacionado en Cheoin-gu, Yongin-si, sin que hubiera indicios de violencia. El mismo día el equipo de producción de La jugada ganadora comunicó su pesar por este fallecimiento repentino y expresó sus condolencias a la familia.

## Banda sonora original
El director musical de la serie es Im Ha-young. El primer tema musical se titula Surf y está interpretado por Kihyun, vocalista principal del grupo Monsta X.
| Parte | Fecha de publicación                                                                 | Título                                                                               | Letra                                                                                | Música                                                                               | Artista                                                                              | Dur.                                                                                 | Ref.                                                                                 |
| ----- | ------------------------------------------------------------------------------------ | ------------------------------------------------------------------------------------ | ------------------------------------------------------------------------------------ | ------------------------------------------------------------------------------------ | ------------------------------------------------------------------------------------ | ------------------------------------------------------------------------------------ | ------------------------------------------------------------------------------------ |
| 1     | 25 de julio de 2025                                                                  | «Surf»                                                                               | Lee Sun, Son Ye-ji, Yoo Seung-chan                                                   | Yoo Seung-chan, Lee Sun, Son Ye-ji                                                   | Kihyun                                                                               | 3:16                                                                                 | [ 32 ] [ 33 ]                                                                        |
| 2     | 1 de agosto de 2025                                                                  | «Touchdown»                                                                          | DRLDMFKR                                                                             | DRLDMFKR                                                                             | Fromis 9                                                                             | 3:06                                                                                 | [ 34 ] [ 35 ]                                                                        |
| 3     | 8 de agosto de 2025                                                                  | 헹가래 («Hangarae»)                                                                  | Song Hwa-young, Gaeko                                                                | Fredi Casso, Gaeko                                                                   | Gaeko                                                                                | 2:54                                                                                 | [ 36 ]                                                                               |
| Notas | Las canciones de la banda sonora tienen una versión instrumental de igual duración . | Las canciones de la banda sonora tienen una versión instrumental de igual duración . | Las canciones de la banda sonora tienen una versión instrumental de igual duración . | Las canciones de la banda sonora tienen una versión instrumental de igual duración . | Las canciones de la banda sonora tienen una versión instrumental de igual duración . | Las canciones de la banda sonora tienen una versión instrumental de igual duración . | Las canciones de la banda sonora tienen una versión instrumental de igual duración . |

## Audiencia
El primer episodio registró un índice de audiencia del 4,1 % nacional y un 4,8 % en el área metropolitana de Seúl, quedando como la primera serie en esa franja horaria. Fue creciendo desde entonces hasta superar el millón de espectadores entre los episodios 4 y 6. En este último llegó al 6,4 % en Seúl y el 5,7 % nacional, con un pico del 8,3 %. El episodio 8 volvió a superar la audiencia máxima con un 6,8 % nacional, confirmando la línea ascendente.
| Temporada | Temporada | Episodio número | Episodio número | Episodio número | Episodio número | Episodio número | Episodio número | Episodio número | Episodio número | Episodio número | Episodio número | Episodio número | Episodio número | Promedio |
| Temporada | Temporada | 1               | 2               | 3               | 4               | 5               | 6               | 7               | 8               | 9               | 10              | 11              | 12              | Promedio |
| --------- | --------- | --------------- | --------------- | --------------- | --------------- | --------------- | --------------- | --------------- | --------------- | --------------- | --------------- | --------------- | --------------- | -------- |
|           | 1         | 736             | 818             | 929             | 1106            | 1014            | 1057            | 963             | 1267            | —               | —               | —               | —               | —        |

| Episodio | Fecha de emisión     | Índices de audiencia (Nielsen Korea) | Índices de audiencia (Nielsen Korea) |
| Episodio | Fecha de emisión     | Nacional                             | Seúl                                 |
| --- | -------------------- | ------------------------------------ | ------------------------------------ |
| 1 | 25 de julio de 2025  | 4,1 % (11.ª)                         | 3,9 % (9.ª)                          |
| 2 | 26 de julio de 2025  | 4,4 % (8.ª)                          | 4,8 % (5.ª)                          |
| 3 | 1 de agosto de 2025  | 5,1 % (7.ª)                          | 5,5 % (7.ª)                          |
| 4 | 2 de agosto de 2025  | 5,4 % (5.ª)                          | 6,0 % (4.ª)                          |
| 5 | 8 de agosto de 2025  | 5,5 % (7.ª)                          | 5,9 % (5.ª)                          |
| 6 | 9 de agosto de 2025  | 5,7 % (4.ª)                          | 6,4 % (3.ª)                          |
| 7 | 15 de agosto de 2025 | 5,4 % (5.ª)                          | 5,7 % (3.ª)                          |
| 8 | 16 de agosto de 2025 | 6,8 % (2.ª)                          | 7,3 % (2.ª)                          |
| 9 | 22 de agosto de 2025 |                                      |                                      |
| 10 | 23 de agosto de 2025 |                                      |                                      |
| 11 | 29 de agosto de 2025 |                                      |                                      |
| 12 | 30 de agosto de 2025 |                                      |                                      |
| Promedio | Promedio             | — %                                  | — %                                  |
| - En la tabla superior, los números azules representan las calificaciones más bajas y los números rojos representan las más altas. |                      |                                      |                                      |